# Port lotniczy Akwa Ibom
Port lotniczy Akwa Ibom (IATA: QUO, ICAO: DNAI) – port lotniczy położony w Uruan Oron, w stanie Akwa Ibom, w Nigerii. 

## Linie lotnicze i połączenia
| Linia Lotnicza | Kierunek                                       |
| -------------- | ---------------------------------------------- |
| Ibom Air       | 1. Abudża 2. Lagos 3. Port Harcourt 4. Calabar |